# IC 769
IC 769 ist eine Balken-Spiralgalaxie mit ausgedehnten Sternentstehungsgebieten vom Hubble-Typ SBbc im Sternbild Jungfrau auf der Ekliptik. Sie ist schätzungsweise 96 Millionen Lichtjahre von der Milchstraße entfernt und hat einen Durchmesser von etwa 50.000 Lichtjahren. Unter der Katalognummer VCC 58 wird sie als Mitglied des Virgo-Galaxienhaufens gelistet.
Im selben Himmelsareal befinden sich u. a. die Galaxien IC 767, IC 768, IC 3036, IC 3039.
Das Objekt wurde am 24. Dezember 1891 vom französischen Astronomen Stéphane Javelle entdeckt.